# چارلز ان. فلتون
چارلز ان. فلتون (انگلیسی: Charles Norton Felton; زاده ۱ ژانویهٔ ۱۸۳۲ - درگذشته) سناتور سابق عضو جمهوری‌خواه بود. وی در سال ۱۸۹۱ تا ۱۸۹۳ میلادی سناتور ایالت کالیفرنیا در سنای ایالات متحده آمریکا بود.